# Terreña
La terreña es el nombre que recibe una raza bovina originaria del País Vasco.

## Distribución
Se localiza en el norte de Álava y en los municipios colindantes de ésta con Vizcaya, integrados en el Parque natural del Gorbea, y en núcleos dispersos de Guipúzcoa. También existen dos rebaños piloto (conservadores y orientadores) de la Diputación Foral de Vizcaya y del parque natural de Valderejo (Álava).